# Igor Vori
Igor Vori (Zagreb, 20 de setembro de 1980) é um handebolista profissional croata, campeão olímpico.